# Парьягуан
Парьягуан (исп. Pariaguán) — город на северо-востоке Венесуэлы, на территории штата Ансоатеги. Является административным центром муниципалитета Франсиско-де-Миранда.

## История
Поселение, из которого позднее вырос город, было основано в 40-х годах XVIII века как францисканская миссия.

## Географическое положение
Парьягуан расположен в западной части штата, восточнее верховий реки Унаре, в области битуминозных песков Ориноко, на расстоянии приблизительно 132 километров к югу от Барселоны, административного центра штата. Абсолютная высота — 260 метров над уровнем моря.

## Климат
Климат города характеризуется как тропический, с сухой зимой и дождливым летом (Aw в классификации климатов Кёппена). Среднегодовое количество атмосферных осадков — 1046 мм. Наименьшее количество осадков выпадает в феврале (6 мм), наибольшее количество — в августе (182 мм). Средняя годовая температура составляет 26,5 °C.

## Население
По данным Национального института статистики Венесуэлы, численность населения города в 2013 году составляла 39 140 человек.

## Транспорт
Через город проходит национальная автомагистраль № 15 (исп. Troncal 15).